# Metlili
Metlili ou Metlili Châamba est une commune de la wilaya de Ghardaïa en Algérie située à 40 km au sud de Ghardaïa.

## Géographie

### Situation
Metlili, est située dans le centre de la wilaya de Ghardaïa, à 42 km au sud-ouest de Ghardaïa. La superficie de la commune est de 7 300 km2. Sa palmeraie s'allonge sur 12 km.
| Aïn Madhi (Wilaya de Laghouat) | Dhayet Bendhahoua, Bounoura, El Atteuf, Zelfana | Zelfana                      |
| Sebseb                         | Metlili                                         | Rouissat (Wilaya de Ouargla) |
| Sebseb                         | Sebseb                                          |                              |

En 1984, la commune de Metlili est constituée à partir des localités suivantes :
- Centre de Metlili
- Noumerat
- Guemgouma
- El Hadika
- Souani
- Chabet Sidi Cheikh
- Souareg
- Chouiket Est

### Climat
Metlili a un climat désertique chaud, avec des étés très chauds et des hivers doux, et très peu de précipitation.
| Mois                              | jan. | fév. | mars | avril | mai  | juin | jui. | août | sep. | oct. | nov. | déc. | année |
| --------------------------------- | ---- | ---- | ---- | ----- | ---- | ---- | ---- | ---- | ---- | ---- | ---- | ---- | ----- |
| Température minimale moyenne (°C) | 4    | 5,7  | 8,8  | 12,4  | 16,9 | 22   | 25   | 24,5 | 21,1 | 14,4 | 8,5  | 4,6  | 14    |
| Température moyenne (°C)          | 10,1 | 12,3 | 15,7 | 20,2  | 24,9 | 30,2 | 33,8 | 33   | 28,2 | 21,2 | 14,6 | 10,7 | 21,2  |
| Température maximale moyenne (°C) | 16,3 | 19   | 22,6 | 28,1  | 32,9 | 38,5 | 42,6 | 41,6 | 35,3 | 28   | 20,8 | 16,9 | 28,6  |
| Précipitations (mm)               | 7    | 4    | 10   | 6     | 4    | 2    | 1    | 2    | 5    | 6    | 7    | 7    | 61    |

### Toponymie
Metlili tire son nom de l'oued qui la traverse, elle est également appelée Metlili Châamba, parce qu'elle est le berceau des Châamba.

## Histoire

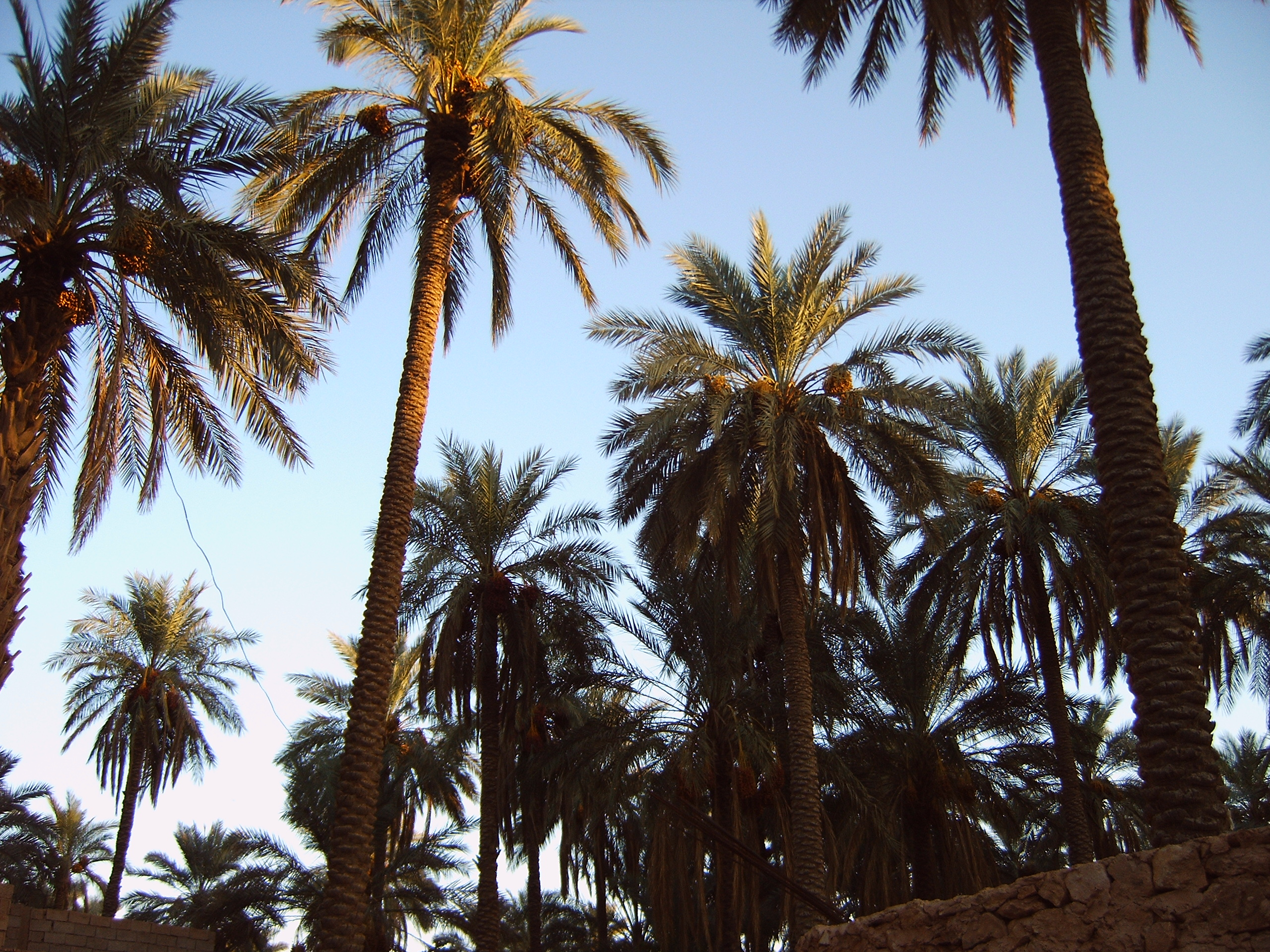
L'oasis de Metlili.

Metlili est considérée comme la capitale spirituelle et religieuse des Châamba. Ces semi-nomades du nord du Sahara qui entraient régulièrement en conflit avec les Mozabites auxquels ils reprochaient de monopoliser le commerce, se sont sédentarisés dans l'oasis.
Selon la légende, Thamer et son frère Trif seraient à l'origine des Châamba de Metlili. En 1317, un cheikh châamba de Metlili conclut un accord avec un cheikh ibadite de Melika  pour l'établissement conjoint de familles chaâmba et mozabites dans ces deux villes pour renforcer la coopération entre les citadins et les nomades.
Les Chaâmbas se sont insurgés contre la présence française en Algérie durant les révoltes populaires de 1864 avec Bouchoucha a la tête de cette révolte.
La commune de Metlili est créée le 25 mars 1958.

## Démographie
Metlili est la troisième commune la plus peuplée de la wilaya de Ghardaïa, selon le recensement général de la population et de l'habitat de 2008, la population de la commune est évaluée à 40 576 habitants .
| 1977   | 1998   | 2008   |
| ------ | ------ | ------ |
| 14 474 | 33 759 | 40 576 |

## Patrimoine et culture
Le ksar de Metlili est classé patrimoine national depuis 1982, il est bâti sur un monticule rocheux au bord de l'oued Metlili. Le ksar abrite une mosquée dont le minaret est de couleur turquoise et vert. À`Metlili, on trouve les ruines d'un ancien ksar et un petit mausolée blanc sur la rive de l'oued et de nombreuses koubas. Malgré sa proximité avec le Mzab, Metlili n'est pas mozabite, ses habitants sont des Châamba malékites.
Chaque année au printemps, est célébrée la fête du Mehri (dromadaire destiné à la course). Metlili est connue aussi pour ses dattes Deglet nour de renommée mondiale[réf. nécessaire].

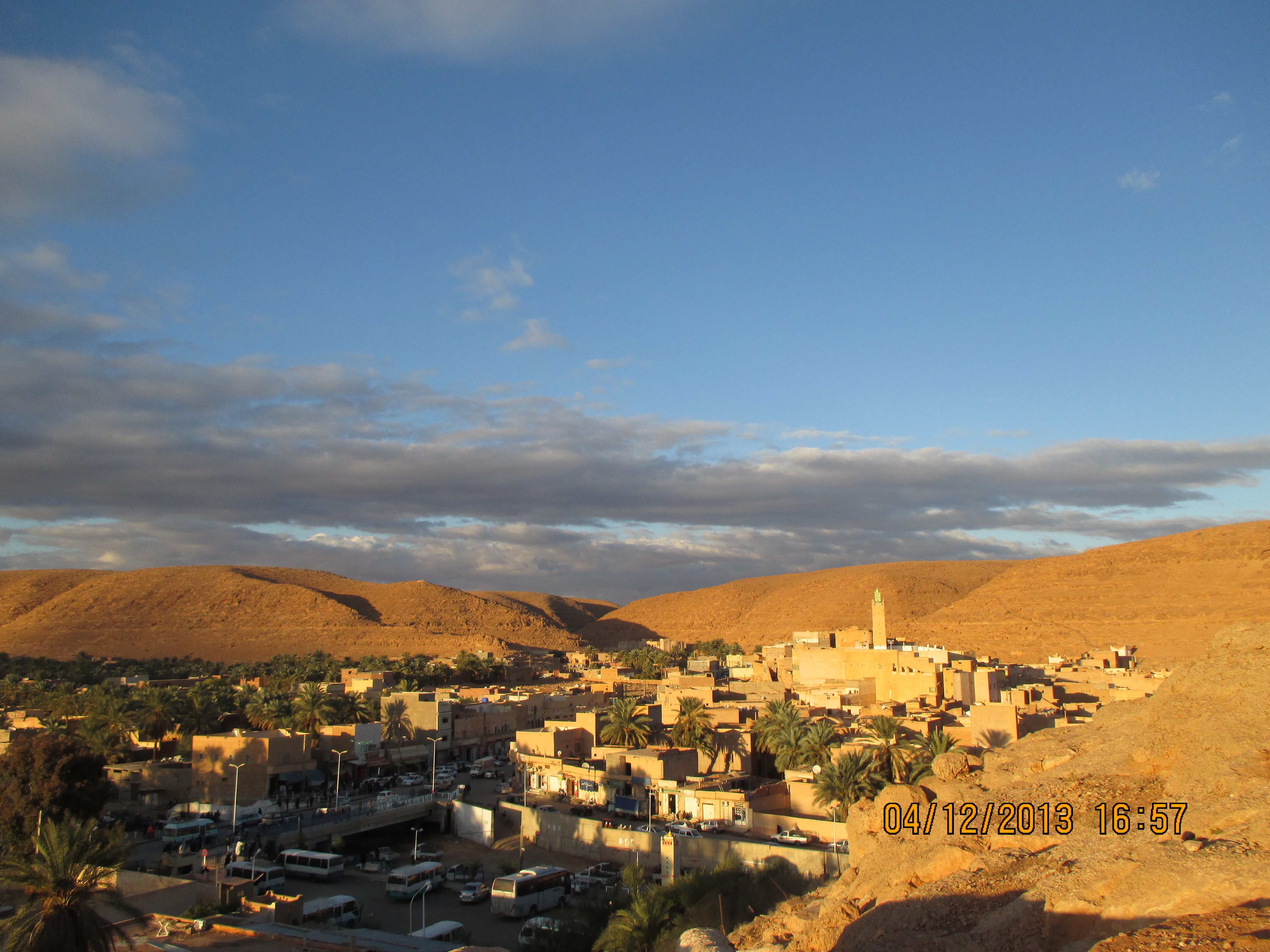
Vue sur le ksar.
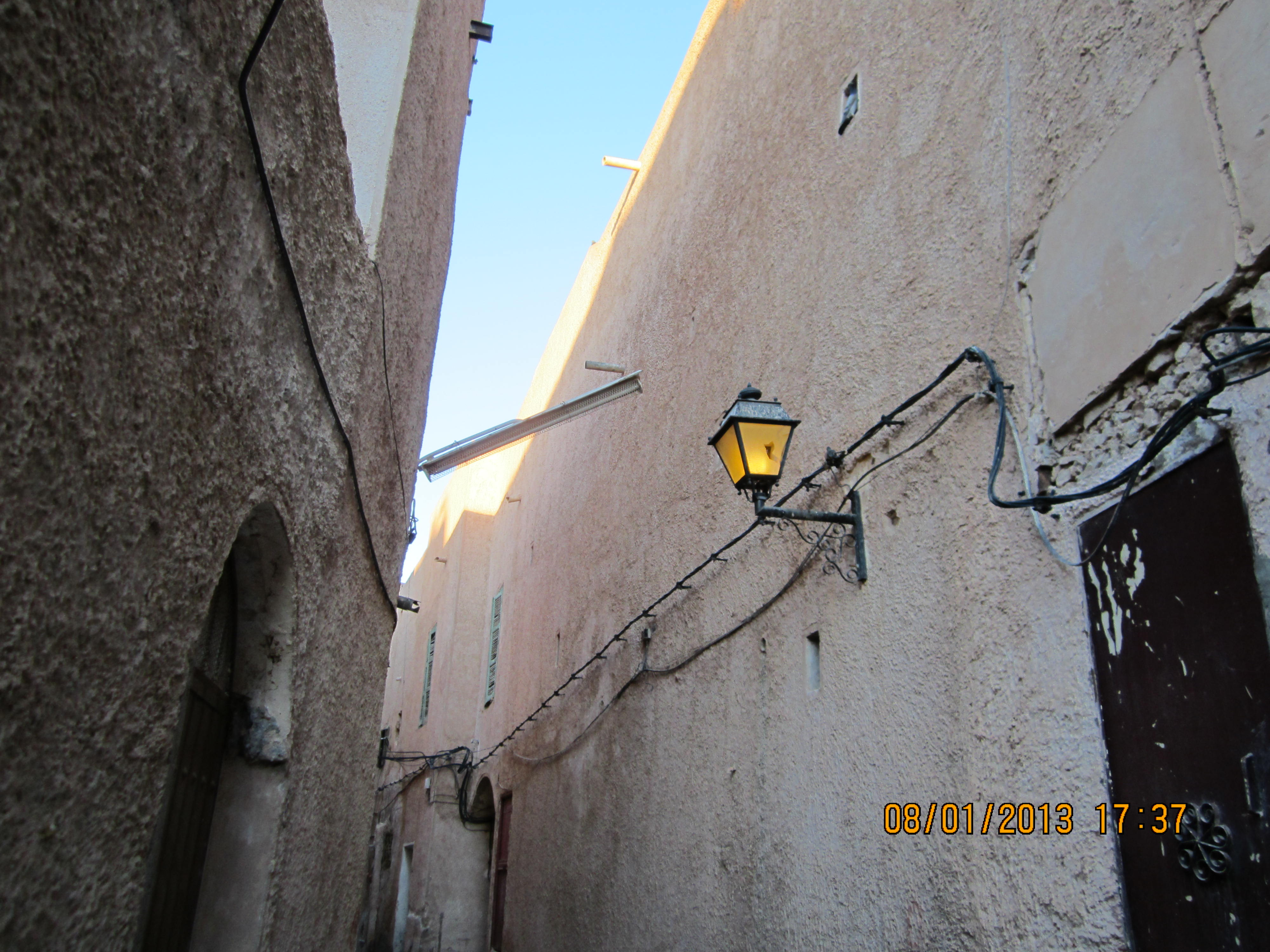
Ruelle dans le ksar.
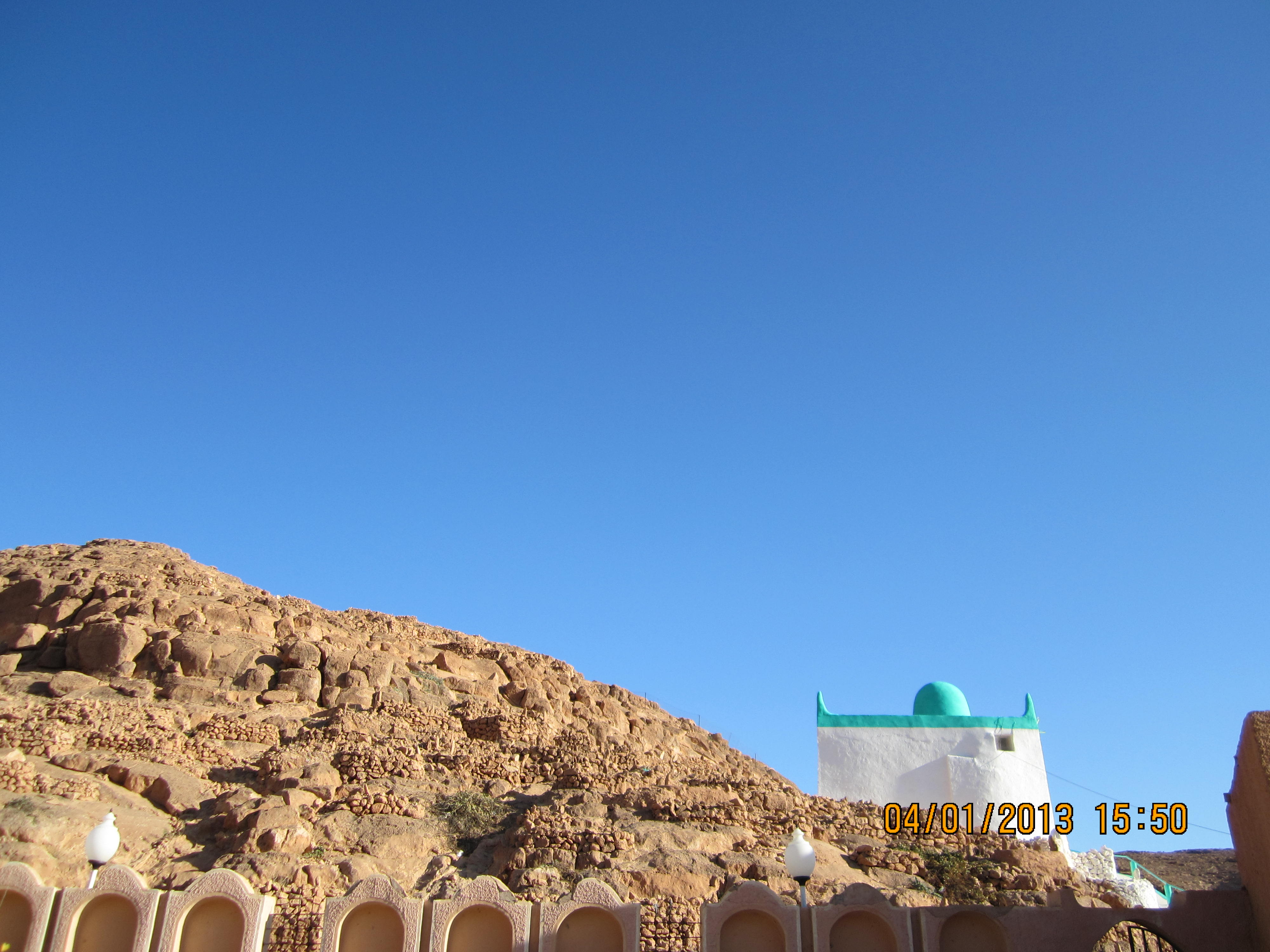
Koubba dans la commune.
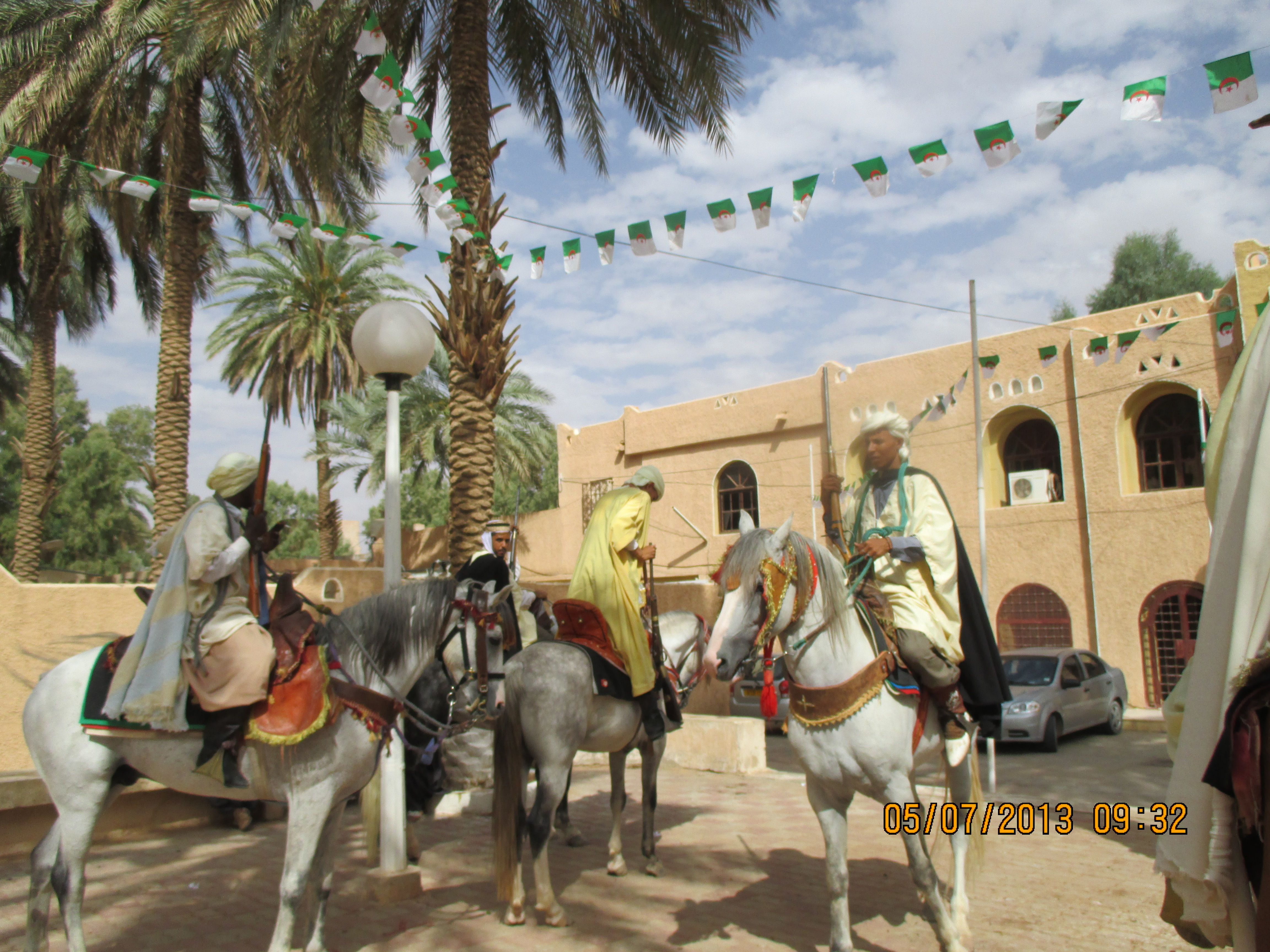
Cavaliers.

## Personnalités liées à Metlili
- Ahmed Benbitour (1946-), économiste, ancien chef du gouvernement algérien, y est né
- Mustapha Benbada (1962-), homme politique, y est né